# جمل خراساني
الجمل الخُرَاسَانِيّ أو البَخْت أو البُخْت هو هجين بين جمل عربي وجمل ذي سنامين.

## الأسماء
يسمى الجمل الخراساني أيضا البُخْت أو البَخْت، الواحد بُخْتِيّ وبُخْتِيَّة، والجمع بَخاتِيّ وبَخَاتَى وبَخَاتٍ.

## الوصف
يسمى الجمل الخراساني (Camelus bactrianus × Camelus dromedarius) عمومًا بهجين F1 [الإنجليزية]. يمتلك الجمل الخراساني سنام واحد كبير، وأحيانًا مشقوق قليلاً، ويكون أكبر من كلا الوالدين، حيث يصل إلى 230 سم عند الكتف؛ يصل وزن هذا الجمل إلى حولي 1000 كغ. هذا النوع من الجمل قوي للغاية ومفيد للعمل الشاق مثل الحرث وحمل الأحمال. إنه سهل الانقياد بشكل عام ومستأنس وقابل للتزاوج.[بحاجة لمصدر] كما تم استخدامه في الحرب من قبل الأتراك العثمانيين.
توجد معظم أنواع الجمل الخراساني النقية في روسيا وإيران وأفغانستان وتركيا. ولكن يمكن العثور عليها في المملكة العربية السعودية وتركمانستان وكازاخستان أيضًا.[بحاجة لمصدر]
يمكن زيادة تهجين F1. يمكن أن تتزاوج أنثى F1 مع ذكر جمل ذو سنامين: النتيجة هي هجين الجمل ذو السنامين الرجعي B1. عمومًا له سنامان وهو أسرع من الجمل ذي السنامين الشائع وأقوى من الجمل العربي. يمكن أن يمشي فوق الثلج والجليد والوحل وهو مناسب حتى للممرات الجبلية؛ يمكن العثور على هذا النوع في الغالب في كازاخستان.[بحاجة لمصدر]
عندما تتزاوج أنثى F1 مع الجمل العربي، تكون النتيجة هي الجمل العربي الرجعي B1، وهو جمل أقوى قليلاً ونوع نادر في الوقت الحاضر.[بحاجة لمصدر]